# Kappalguddi, Raybag
Kappalguddi là một làng thuộc tehsil Raybag, huyện Belgaum, bang Karnataka, Ấn Độ.